# Quercus xalapensis
Quercus xalapensis és una espècie de roure que pertany a la família de les fagàcies i està dins de la secció dels roures vermells del gènere Quercus.

## Descripció
Quercus xalapensis és un arbre que creix fins als 10-30 m d'alçada i el tronc de 45-150 de diàmetre. L'escorça és aspra, grisa, fosca, espessa. Les branques fan 1-3 mm de diàmetre. En el primer any sense pèl, o lleugerament pubescents, de color vermell fosc marró gir gris, amb lenticel·les blanques plantejades; capolls ovoides va assenyalar, 2-4 mm de llarg, amb escates pubescents. Les fulles fan 7-19 per 2-7 cm, persistents, gruixudes, lanceolades a el·líptiques o ovades més o menys estretes, àpex agut, acuminat, base cuneada de vegades truncades o cordades, marge gruixut, amb truges de punta de les dents a prop de l'àpex, lleugerament revoluta sense pèl; anteriorment, o amb alguns pèls glandulars a prop de la base, flocs de pèls estrellats per sota de les aixelles de les venes, 8-12 parells de venes, va aixecar el revés; pecíol 0,5-3 cm de llarg, glabrescents. Les inflorescències masculines 6-10 cm de llarg. Les inflorescències són pistilades i molt curtes, amb flors 1-3. Les glans fan 1,8-2,4 cm, ovoides, mucronats, sols o en parelles en un peduncle 0,4-0,8 cm de llarg; cúpula de mitja canya amb escales adpresos, de color cafè, adjuntant 1/3 a 1/2 del pericarpi de fruits secs, dins pubescent, amb una maduració de 2 anys.

## Distribució
És endèmic a Centreamèrica, on creix entre els 1000 i els 2200 m a Mèxic, en els estats d'Oaxaca, Chiapas, Puebla, San Luis Potosí i Veracruz; a Guatemala, El Salvador, Hondures i Nicaragua. Està amenaçat per la pèrdua d'hàbitat.

## Taxonomia
Quercus xalapensis va ser descrita per Humb. i Bonpl. i publicat a Plantae Aequinoctiales 2: 24, pl. 75. 1809.
Etimologia
Quercus: nom genèric del llatí que designava igualment al roure i a l'alzina.
xalapensis: epítet geogràfic que al·ludeix a la seva localització a Xalapa.
Sinonímia
- Quercus cupreata Trel. & C.H.Müll.
- Quercus cupreata f. serrata Trel. & C.H.Müll.
- Quercus huitamalcana Trel.
- Quercus paxtalensis C.H.Mull.
- Quercus runcinatifolia f. alata Trel. & C.H.Müll.
- Quercus sartorii Liebm.
- Quercus sartorii f. magna Trel.
- Quercus serra Liebm.
- Quercus sierramadrensis C.H.Mull.
- Quercus tenuiloba C.H.Mull.
- Quercus tenuiloba f. gracilis C.H.Mull.
- Quercus tenuiloba f. hirsuta C.H.Mull.
- Quercus vexans Trel.[3][4]

## Miscel·lània
Per a Silvia Romero Rangel, en la seva revisió de la subsecció Acutifoliae, el 2006, la taxonomia d'aquest grup està fortament modificat. Vegeu a la seva classificació a: http://oaks.of.the.world.free.fr/Acutifoliae.htm.